# Ирклей (приток Днепра)
Ирклей (укр. Ірклій) — левый приток реки Днепра, протекающий по Золотоношскому району (Черкасская область, Украина).

## География
Длина — 39, в 1957 году — 54 км. Площадь водосборного бассейна — 318, в 1957 году — 650 км². Русло реки в среднем течении (водохранилище возле села Малые Каневцы) находится на высоте 100,0 м над уровнем моря. В связи с заполнением Кременчугского водохранилища в 1959—1961 годы длина (с 54 до 39 км) и площадь бассейна (с 650 до 318 км²) реки сократились. Река используется для хозяйственных нужд, технического водоснабжения, рыбоводства.
Берёт начало возле посёлка Приветное. Река течёт на юг. Впадает в Кременчугское водохранилище реки Днепра (на 680-км от её устья) южнее села Ирклиев.
Долина трапециевидная, шириной до 3 км, глубиной до 20 м. Пойма шириной до 300 м. Русло слабо-извилистое, шириной в верховье до 5 м. В нижнем течении русло выпрямлено в канал (канализировано) шириной 12 м, глубиной 2 м, дно песчаное; также у истоков (село Красеновка) канализировано (шириной 6 м и глубиной 1,5 м). В среднем и верхнем течении пересыхает, из-за каскада прудов. На реке создано 5 водохранилищ. Питание преимущественно снеговое и дождевое.
Пойма заболоченная с луговой или тростниковой растительностью.
Притоки:
Безымянные ручьи.
Населённые пункты на реке (от истока до устья):
1. посёлок Приветное
2. Красеновка
3. посёлок Ивановка
4. Богодуховка
5. Савковка
6. пгт Чернобай
7. Малые Каневцы
8. Великие Каневцы
9. Ревбинцы
10. Лихолеты
11. Червоногорка
12. Загородище
13. Ирклиев
14. Скородистик

В долине реки расположены гидрологические заказники: Бубировая гребля, Ганничи, Загородищанский, Ревбинский, Савковский; ландшафтные заказники: Солонцы, Лихолетовский, Мацковая гора.